# NGC 3161
NGC 3161 је елиптична галаксија у сазвежђу Мали лав која се налази на NGC листи објеката дубоког неба.
Деклинација објекта је + 38° 39' 28" а ректасцензија 10h 13m 59,1s. Привидна величина (магнитуда) објекта NGC 3161 износи 14,5 а фотографска магнитуда 15,5. NGC 3161 је још познат и под ознакама MCG 7-21-22, CGCG 211-25, ARAK 234, NPM1G +38.0191, PGC 29837.